# Kolejka linowa na Petřín

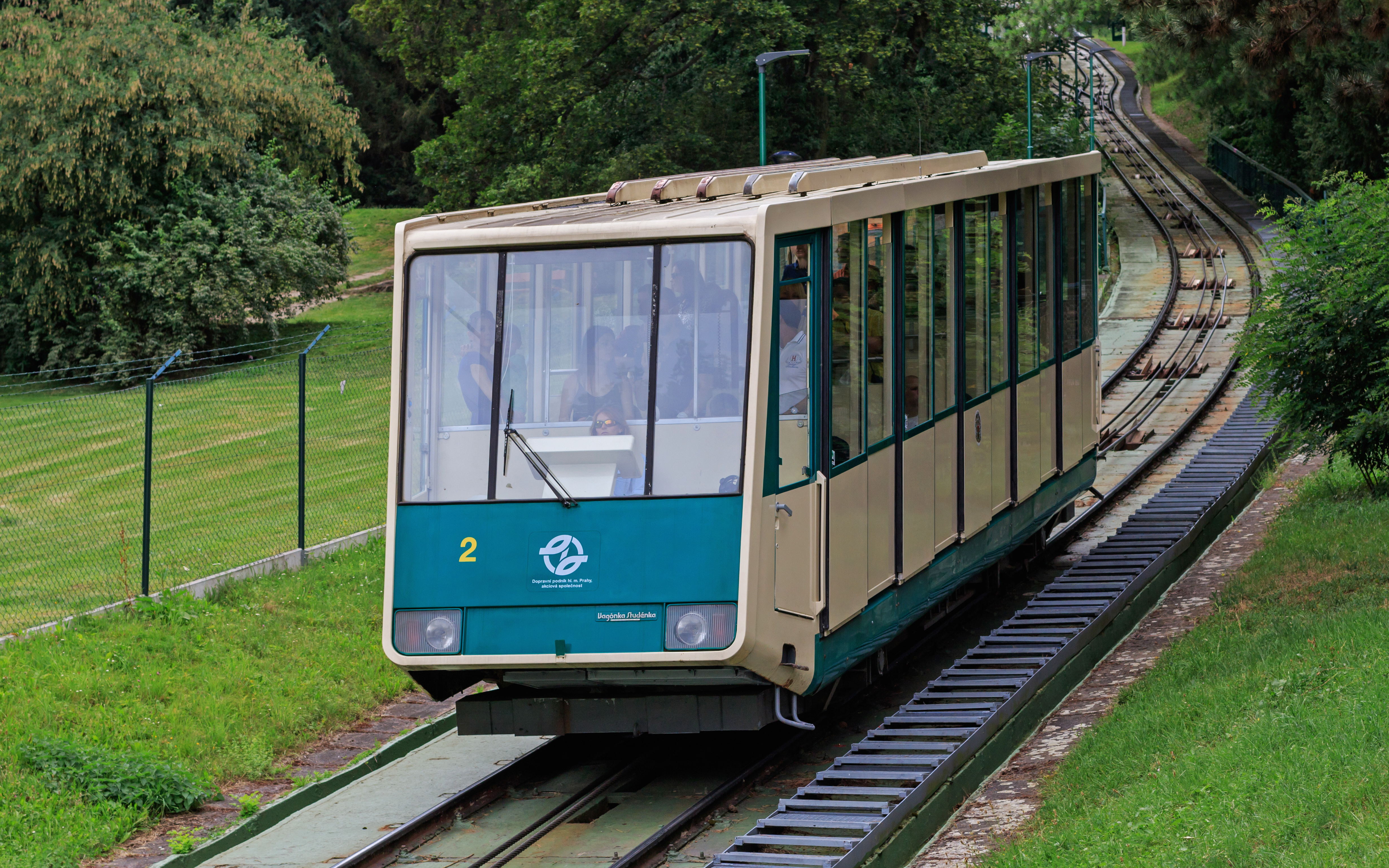
Jeden z dwóch wagoników kolejki.

Kolejka linowa na Petřín (czes. Lanová dráha na Petřín) – elektryczna kolej linowo-terenowa w centrum Pragi, prowadząca z dzielnicy Malá Strana na szczyt wzgórza Petřín.

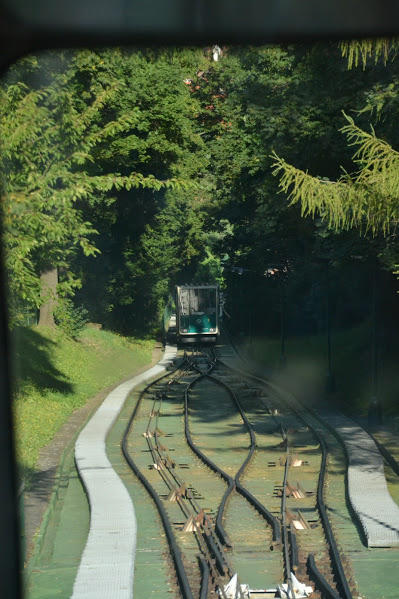
Widok na wagon kolejki

Pierwszy pomysł budowy kolei linowo-terenowej na wzgórzu Petřín podniesiony został już w 1886 r. Dwa lata później debatowała nad nim praska Rada Miejska. Ostatecznie kolej zdecydowano się wybudować w związku z przygotowywaną w Pradze na 1891 rok wystawą przemysłową, m.in. jako dojazd do budowanej równolegle z tej samej okazji wieży widokowej na Petřínie. 24 grudnia 1890 r. Ministerstwo Handlu udzieliło „głównemu królewskiemu miastu Pradze” koncesję na budowę i eksploatację kolei linowej na Nebozízek.
Budowę rozpoczęto 2 lutego 1891 roku, a już 13 lipca odbyła się pierwsza jazda próbna. Oficjalny odbiór techniczny nastąpił 25 lipca. Kolej uroczyście oddano do użytku 20 sierpnia tegoż roku. Początkowo trasa miała długość 396,5 m i pokonywała różnicę wysokości 102,2 m (średnie nachylenie: 26,7%). Była to kolej z torem wąskim (1000 mm), trójszynowa: po środkowej szynie jeżdziły wagony w obu kierunkach, z krótkim odcinkiem mijanki w połowie trasy, który był dwutorowy. Wagony były długie na 6 m i szerokie na 2 m, każdy z nich mieścił do 50 pasażerów. Wykonał je zakład Ringhoffera na Smíchovie.
Trasa kończyła się nieco powyżej dzisiejszej stacji środkowej zwanej Nebozízek. Funikular wykorzystywał oryginalny, wodno-balastowy układ napędowy: zbiornik zjeżdżającego w dół wagonu napełniany był niewykorzystaną wodą z ujęcia znajdującego się w sztolni za Nebozízkiem. Dlatego też kolej zawieszała swą działalność w mroźne zimy, gdy woda zamarzała. Kursowała zwykle od początku marca do końca października. Nie działała również w czasie I wojny światowej. Ostatecznie zakończyła pracę w 1921 r. w związku z niedostatkiem wody z ujęcia na stoku (dysponujące nim praskie zakłady wodociągowe wypowiedziały zarządcy kolei umowę). W latach 1891–1914 przewiozła łącznie 2 204 tys. osób.
Świadome niedoskonałości wodnego napędu kolei towarzystwo eksploatujące wieżę widokową na Petřínie już w 1910 r. wystąpiło o jego przebudowę na elektryczny, jednak dopiero w 1932 r. powstała kolej w obecnej postaci, o dłuższej trasie, torze o normalnym rozstawie szyn (1435 mm) i z elektrycznym napędem. Po przebudowie długość linii wyniosła 511 m, a różnica pokonywanych wysokości wzrosła do 130,45 m. Funkcjonowała bez przerwy, w tym przez całą II wojnę światową. Jej działanie przerwało w 1965 r. osunięcie się ziemi (spowodowane długotrwałymi deszczami w tymże roku), które znacznie uszkodziło torowisko. Funikular przywrócono do ruchu dopiero 15 czerwca 1985 r., kiedy to stał się on częścią regularnego systemu praskiego transportu publicznego. Otrzymał on wówczas też nowe wagony.
Aktualnie kolej ma 3 przystanki – dolny Újezd, pośredni Nebozízek i górny Petřín. Długość trasy wynosi 510 m, pokonywana różnica wzniesień - 130 m, maksymalne nachylenie trasy 29,8%. Prędkość podróżna: 4 m/s. Tabor stanowią 2 wagony o pojemności 100 osób każdy.
Funikular jeździ codziennie (z wyjątkiem dwóch krótkich przerw konserwacyjnych w roku) od 9.00 do 23.30 co 15 min.

Kolejka linowa jest wyłączona z użytku od września 2024 r., a jej odbudowa ma się rozpocząć wiosną 2025 r. i potrwać rok.